# Babinac
Babinac är ett samhälle i Bosnien och Hercegovina.   Det ligger i entiteten Republika Srpska, i den nordvästra delen av landet, 200 kilometer nordväst om huvudstaden Sarajevo. Babinac ligger 197 meter över havet och antalet invånare är 151.
Terrängen runt Babinac är platt åt nordost, men åt sydväst är den kuperad.Närmaste större samhälle är Bosanska Dubica, 15,3 kilometer öster om Babinac. 
Omgivningarna runt Babinac är en mosaik av jordbruksmark och naturlig växtlighet. Runt Babinac är det ganska tätbefolkat, med 67 invånare per kvadratkilometer.